# Kapitel (Liturgie)

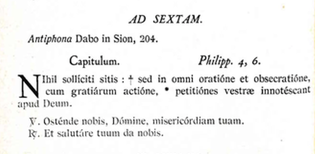
Capitulum zur Sext aus dem Antiphonale monasticum: „Sorgt euch um nichts, sondern bringt in jeder Lage betend und flehend eure Bitten mit Dank vor Gott!“

Als Kapitel (lat. capitulum ‚Abschnitt‘, wörtlich ‚Köpfchen‘) wird im Stundengebet die kurze Lesung in den Tagzeiten bezeichnet. Diese wird beim Gebet in Gemeinschaft nach dem Psalmengebet vom Hebdomadar oder auch von einem Lektor vorgetragen, es schließt sich das Responsorium an, in den kleinen Horen der Versikel.
Das Kapitel umfasst im Unterschied zu den längeren Schriftlesungen der Matutin bzw. Lesehore nur wenige Verse aus einem biblischen Buch. Die Allgemeine Einführung ins Stundengebet führt aus, das Kapitel solle „als echte Verkündigung des Wortes Gottes gelesen und gehört werden“. Auch manches kurze Schriftwort, das in der fortlaufenden Lesung (Bahnlesung) vielleicht weniger zur Geltung komme, erscheine hier „in neuem Licht“.
Im römischen Stundenbuch wechselt der Text des Kapitels täglich und wiederholt sich alle vier Wochen, entsprechend dem Vierwochenpsalter. Die geprägten Zeiten und die Feste haben eigene Kapitel. Die Evangelien werden – gemäß altem Brauch – nicht verwendet, die Kurzlesungen der Vespern sind dem Neuen Testament entnommen, weil sie auf das Canticum aus dem Neuen Testament folgen.